# Мајсборн
Мајсборн (њем. Maisborn) општина је у њемачкој савезној држави Рајна-Палатинат. Једно је од 134 општинска средишта округа Рајн-Хунсрик. Према процјени из 2010. у општини је живјело 121 становника. Посједује регионалну шифру (AGS) 7140089.

## Географски и демографски подаци
Мајсборн се налази у савезној држави Рајна-Палатинат у округу Рајн-Хунсрик. Општина се налази на надморској висини од 508 метара. Површина општине износи 1,5 km². У самом мјесту је, према процјени из 2010. године, живјело 121 становника. Просјечна густина становништва износи 82 становника/km².